# Latin vulgaire
Pour les articles homonymes, voir Latin (homonymie).

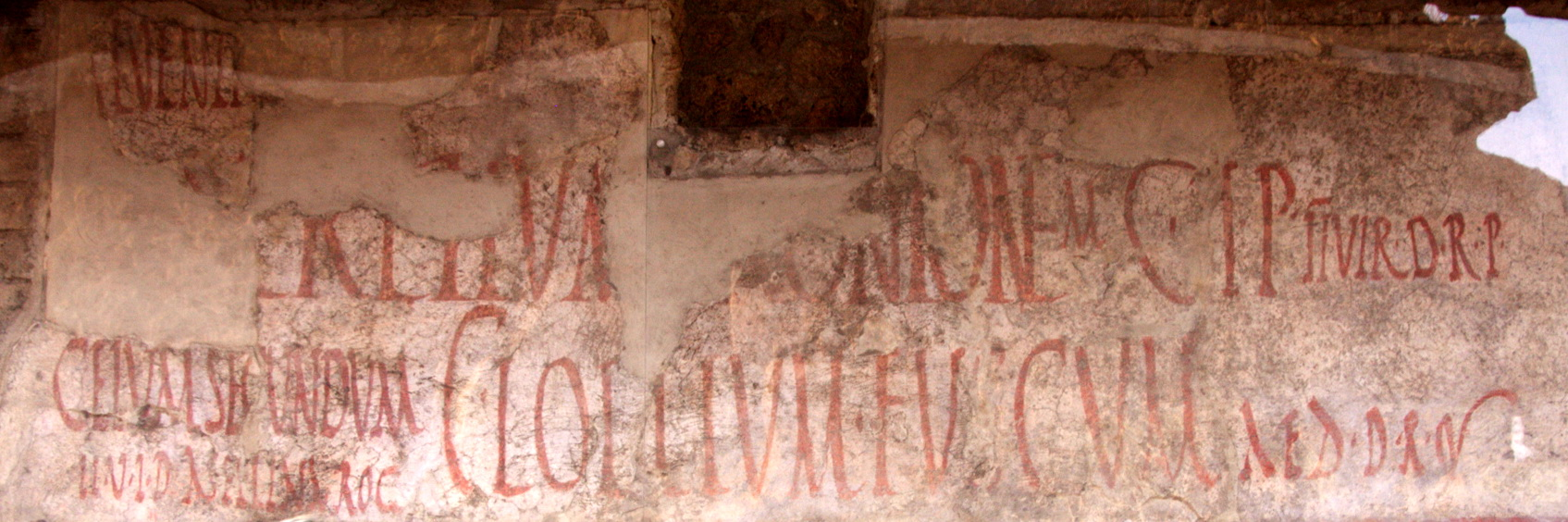
Le latin vulgaire, vu dans ces graffitis politiques à Pompéi, parlé par le peuple de l'Empire romain, était différent du latin classique de la littérature.

Le latin vulgaire, ou latin populaire (en latin : sermo uulgaris, « le langage populaire »), est un terme qui englobe les dialectes vernaculaires latinisés qui existaient, pour la plupart, dans les provinces de l'Empire romain jusqu'à ce que ces dialectes, s'écartant de plus en plus du latin, soient graduellement transformés en langues romanes primitives. On considère que la mutation, commencée vers le IIe siècle avec des traces de changements antérieurs, s'est terminée aux environs du IXe siècle.
Ce sociolecte différait de la langue littéraire du latin classique autant dans sa prononciation et son vocabulaire que dans sa grammaire. Il ne faut pas le confondre non plus avec le « latin contemporain », parlé et écrit actuellement par certaines personnes le revendiquant comme langue internationale, qui est en fait un latin classique augmenté de termes nécessaires à la communication moderne.
Certains aspects du latin vulgaire n'apparurent à l'écrit qu'à la fin de l'Empire, mais il est probable que d'autres aient existé dans le latin parlé, au moins dans les formes basilectes du latin, bien plus tôt.
Dans la plupart des définitions, le « latin vulgaire », ou « latin populaire », apparaît comme une langue essentiellement parlée et rarement écrite, le latin écrit restant plus proche du latin classique. Il y a de bonnes raisons pour penser que le latin parlé a éclaté en dialectes divergents émanant du substrat des langues italo-celtiques[réf. souhaitée] pendant cette période. Personne n'a transcrit les parlers quotidiens des latinophones durant la période dont il est question, et ceux qui étudient le latin vulgaire doivent donc le faire en se servant de méthodes indirectes.
La connaissance du latin vulgaire provient de trois sources principales. Tout d'abord, la linguistique contrastive peut servir à reconstruire ses formes sous-jacentes à partir des langues romanes attestées, pour ensuite noter comment elles diffèrent du latin classique.
Ensuite, plusieurs textes de grammaire normative datant de la période du latin tardif condamnent des erreurs linguistiques que les latinophones avaient tendance à commettre. Ces textes sont donc de bonnes sources sur la manière dont les latinophones parlaient réellement leur langue.
Enfin, les solécismes et les usages non classiques, décelés occasionnellement dans certains textes en latin tardif, éclairent la manière dont parlaient leurs auteurs.

## Description

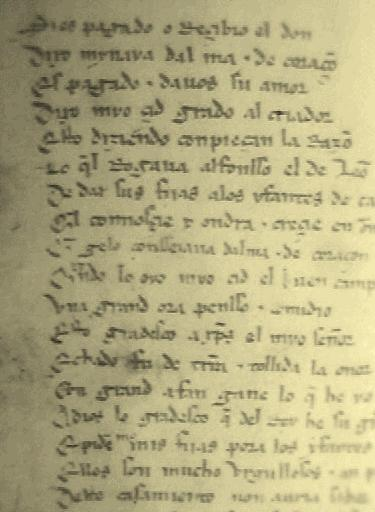
Le Cantar de Mio Cid est le texte le plus précoce d'une longueur considérable qui existe en castillan médiéval et marque les débuts de cette langue, distincte du latin vulgaire.

L'adjectif « vulgaire » signifie ici « commun », « populaire » : il vient du latin vulgaris, qui signifie « commun » ou « ce qui est du peuple ». L'expression « latin vulgaire », inspirée de l'expression sermo vulgaris, employée par Cicéron et reprenant le sens de vulgaire dans les langues modernes, est apparue dans les années 1870. Pour les latinistes, « latin vulgaire » a plusieurs sens :
1. Il désigne la langue parlée de l'Empire romain. Le latin classique était devenu essentiellement une langue écrite ; l'idiome latinisé apporté par les soldats, les commerçants et les artisans romains à la Gaule, à l'Ibérie ou en Dacie n'était pas celui de Cicéron. Selon cette définition, le latin vulgaire était la langue parlée, et on écrivait en latin « classique », puis « tardif » (qui était un peu différent des normes classiques).
2. Il désigne l'ancêtre hypothétique des langues romanes, une langue qu'on ne peut connaître directement que par quelques inscriptions (graffitis) ; ce latin a subi bon nombre d'importants changements pouvant être reconstitués grâce à la linguistique comparée en analysant les modifications observées à l'intérieur des langues vernaculaires romanes.
3. Dans un sens plus circonscrit, on appelle parfois « latin vulgaire » la langue hypothétique proto-romane ayant abouti aux langues romanes occidentales : les vernaculaires trouvées au nord et à l'ouest d'une ligne La Spezia-Rimini, en France, et dans la péninsule ibérique ; et les langues romanes de l'Afrique du Nord-Ouest dont il ne reste que peu de traces. Selon ce point de vue, l'italien du sud-est de l'Italie, le roumain et le dalmate se seraient développés séparément.
4. On emploie parfois « latin vulgaire » pour décrire les innovations grammaticales que l'on trouve dans certains textes écrits en latin tardif tels que le Peregrinatio Aetheriae du IVe siècle, un récit écrit par une religieuse lors d'un séjour en Palestine et au mont Sinaï, ou bien les œuvres de Grégoire de Tours. Comme on ne trouve que très peu de documentation écrite en latin vulgaire, ces œuvres renseignent utilement les philologues sur la langue parlée à l'époque.

Certaines œuvres littéraires écrites dans un registre familier, qui datent de l'époque du latin classique, permettent également d'entrevoir ce qu'était le latin vulgaire. Dans les comédies de Plaute et de Térence, les personnages sont souvent des esclaves qui conservent certaines formes basilectes primitives du latin. On peut également citer le dialogue des affranchis dans le Cena Trimalchionis de Pétrone.
Les différents développements du latin vulgaire ont eu pour résultat la formation graduelle des différentes langues romanes. Le latin vulgaire est resté la langue populaire jusqu'à ce que ces nouvelles formes localisées se soient écartées les unes des autres, pour former de nouvelles langues. Cette transformation s'est achevée lorsque l'intercompréhension est devenue impossible.
On considère que c'est à partir du IIIe siècle que le latin vulgaire a commencé à changer de façon importante, en particulier dans son vocabulaire et dans ses déclinaisons[réf. nécessaire]. Par exemple, equus a été remplacé par le mot celtique caballus, qui s'est plus tard transformé en français en cheval.
Deux documents sont considérés comme symboliques du passage du latin vulgaire aux langues romanes. Le premier est un compte-rendu du troisième concile de Tours, en 813 : afin d'être compréhensibles, les prêtres se virent ordonner de donner leurs prédications dans les langues vernaculaires locales, en rustica lingua romanica ou dans un des dialectes allemands. Pour la première fois, le latin vulgaire est ainsi perçu clairement, dans un document écrit, comme une langue différente du latin classique.

Quelques dizaines d’années plus tard, Nithard retranscrit dans son Histoire des fils de Louis le Pieux le serment d’alliance prêté en 842 par Louis le Germanique envers son frère Charles le Chauve (Serments de Strasbourg) en langue romane et non en latin. Il s’agit ainsi du premier texte écrit en roman.
Extrait du texte :

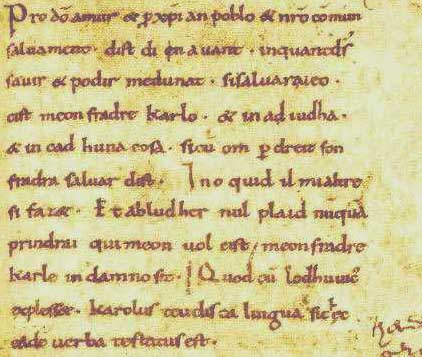
Extrait des serments de Strasbourg

« Pro Deo amur et pro christian poblo et nostro commun salvament, d'ist di in avant, in quant Deus savir et podir me dunat, si salvarai eo cist meon fradre Karlo et in ajudha et in cadhuna cosa, si cum om per dreit son fradra salvar dift, in o quid il me altresi fazet, et ab Ludher nul plaid numquam prindrai, qui, meon vol, cist meon fradre Karle in damno sit. »
Traduction littérale :
« Pour l'amour de Dieu et pour le peuple chrétien et notre commun salut, d'ici en avant, tant que Dieu  savoir et pouvoir me donne, ainsi secourrai-je ce mien frère Charles à la fois par mon aide et en chaque chose, ainsi comme selon le droit son frère l'on doit secourir, du moment qu'il fait de même pour moi ; et de Lothaire aucune plaidoirie ne tiendrai jamais, qui, par ma volonté, soit à mon frère Charles un dommage. »
En français courant :
« Pour l'amour de Dieu, pour le peuple chrétien et notre salut commun, à partir d'aujourd'hui et aussi longtemps que Dieu me donnera savoir et pouvoir, je secourrai mon frère Charles par mon aide et en toute occasion, ainsi que l'on doit à bon droit secourir son frère, ceci tant qu'il en fera de même pour moi ; et jamais je n'userai d'aucun argument de Lothaire qui nuise à mon frère Charles. »
C'est donc entre le VIIIe et le Xe siècle que le latin aurait cessé d'être compris comme langue de communication courante. M. Banniard, s'appuyant sur des travaux de sociolinguistique rétrospective, avance les dates suivantes : 
| Région                      | Date de fin de la communication latine |
| --------------------------- | -------------------------------------- |
| Domaine d'oïl               | 750-800                                |
| Occitanie linguistique      | 800-850                                |
| Espagne mozarabe            | 850-900                                |
| Italie du Nord et du centre | 900-950                                |
| Italie du Sud               | Indéterminé                            |
| Afrique du Nord             | 750-800                                |

Le latin vulgaire est donc un terme collectif employé pour décrire un groupe de dialectes ayant des caractéristiques locales sans pour autant être nécessairement communs, mais ils ne sont pas une « langue » dans le sens classique du terme. On pourrait décrire le latin vulgaire comme n'étant qu'une matière floue « magmatique » qui s'est lentement et localement cristallisée en diverses formes primitives de chaque langue romane, qui ont, elles, comme source première le latin classique. Le latin vulgaire était donc un point intermédiaire dans l'évolution du latin vers les langues romanes, non point leur source[réf. nécessaire].
La notion de « latin vulgaire » est maintenant remise en cause au profit d'autres expressions. Certains linguistes préfèrent parler de « latin populaire » plutôt que de latin vulgaire. Pour insister sur le caractère oral de ces formes de latin. D'autres emploient l'expression de « latin parlé » en ajoutant parfois la qualification de « tardif » d'où « latin parlé tardif ». L'expression « latin tardif » est parfois présentée comme un synonyme de « latin vulgaire ».

## Phonologie

### Voyelles
| Lettre | Lettre | Prononciation   | Prononciation  | Prononciation     |
| Lettre | Lettre | Classique       | Vulgaire       | Vulgaire          |
| Lettre | Lettre | Classique       | Tonique        | Atone             |
| ------ | ------ | --------------- | -------------- | ----------------- |
| Ă, ă   | A bref | [a]             | [a]            | [a]               |
| Ā, ā   | A long | [aː]            | [a]            | [a]               |
| Ĕ, ĕ   | E bref | [e]             | [ɛ]            | [e]               |
| Ē, ē   | E long | [eː]            | [e]            | [e]               |
| Ĭ, ĭ   | I bref | [i]             | [ɪ], puis [e]  | [ɪ], puis [e]     |
| Ī, ī   | I long | [iː]            | [i]            | [i]               |
| Ŏ, ŏ   | O bref | [o]             | [ɔ]            | [o]               |
| Ō, ō   | O long | [oː]            | [o]            | [o]               |
| Ŭ, ŭ   | V bref | [u]             | [ʊ], puis [o]  | [ʊ], puis [o]     |
| Ū, ū   | V long | [uː]            | [u]            | [u]               |
| Æ, æ   |        | [aɪ̯], puis [ɛː] | [ɛ]            | [e]               |
| Œ, œ   |        | [oɪ̯]            | [e]            | [e]               |
| AU, au |        | [aʊ̯̯]            | [aʊ̯̯̯], puis [o] | [aʊ̯̯̯], parfois [a] |

Le changement phonétique le plus profond fut la réorganisation du système vocalique. Le latin classique possédait dix voyelles distinctes : des versions longues et courtes d'[i], [e], [a], [o], [u], ainsi que trois diphtongues : [aʊ̯̯̯], [aɪ̯̯] et [oɪ̯̯]. La longueur des voyelles avait une valeur phonémique. (Selon certains[Qui ?], il existait aussi un [ui̯].)
Il y avait aussi des versions longues et courtes d'[y], empruntées au grec ancien. Cette voyelle n'était prononcée que par les lettrés, le peuple articulant [i] ou [u]. Le tableau de droite résume les transformations vocaliques subies par le latin classique, à l'exception du sarde.
Les diphtongues [aɪ̯̯] et [oɪ̯̯] se sont respectivement monophtonguées, au Ier siècle ap. J.-C, en [ɛː] et [eː]. [aʊ̯̯̯] résista davantage mais de façon non uniforme : l'altération du [aʊ̯̯̯] en [o] est attestée dès le Ier siècle av. J.-C. chez Claudius Pulcher, qui adopta le nom de Clodius pour suivre la prononciation populaire, mais on le trouve en latin tardif et encore en occitan, en rhéto-roman et dans les parlers méridionaux d'Italie ; le portugais maintint des formes intermédiaires (ou, oi). Dans les autres langues, il se réduira à [o] quand les [o] et [oː] originels auront subi d'autres changements.
Le système de dix voyelles du latin classique (sans compter les diphtongues et [y] d'origine grecque) se transforma donc en un système où la longueur des voyelles n'avait plus aucune valeur phonémique. Parce qu'on n'était plus obligé de placer l'accent sur certaines voyelles et donc de les rendre plus longues que d'autres, on pouvait accentuer certaines syllabes, ce qui se faisait beaucoup moins en latin classique. Or, accentuer les syllabes eut aussi comme résultat de rendre moins distinctes les syllabes non accentuées. De plus, le son de certaines syllabes accentuées se modifia. Tous ces changements aboutirent à un nouveau système de voyelles : sept étaient accentuées (six en roman, cinq en sarde) et cinq phonèmes vocaliques étaient non-accentués.
Les voyelles auxquelles donnèrent naissance l'effondrement de l'« o » et l'« e » brefs se révélèrent instables dans les langues filles et eurent tendance à se transformer en diphtongues. Focus, dont l'accusatif est focum (foyer), devint le mot général en protoroman pour « feu » et remplaça ignis, mais son « o » bref se transforma en diphtongue. Des diphtongues différentes apparurent dans plusieurs langues issues du protoroman (langue reconstruite) :
- espagnol : fuego ;
- français : feu (ce qui n'est plus une diphtongue, le mot se prononçant aujourd'hui /fø/) ;
- occitan : fuòc/fuèc, huec (gascon) ;
- catalan : foc ;
- italien : fuoco ;
- roumain : foc.

En français et en italien, ces changements ne s'effectuèrent que dans les syllabes « ouvertes ». L'espagnol se diphtongua dans tous les cas, ce qui créa un système vocalique simple consistant en cinq voyelles pour les syllabes accentuées et non accentuées. En portugais, ce processus de diphtongaison n'eut pas lieu (fogo /ˈfogu/).
En roumain, le « e » bref du latin vulgaire se transforma en diphtongue, mais le « o » bref ne connut pas le même sort (foc). Le catalan connut une diphtongaison relativement importante mais comme en roumain, le « o » bref donna le même résultat (foc). Dans son système de voyelles fermées et ouvertes, le portugais évita quelque peu l'instabilité vocalique en retenant la distinction latine entre voyelles longues et brèves : les « e » et « o » longs du latin devinrent en général des voyelles fermées ; accentuées, elles sont écrites ê et ô. La prononciation de ces voyelles est précisée dans le tableau ci-dessus, à droite.
Une certaine instabilité vocalique apparaît cependant, surtout dans le cas de l'« o » faible qui se transforme en /u/, et de l'« e » faible qui se transforme en /i/ ou en /ə/.

### Consonnes
La palatalisation du latin /k/, /t/ et souvent /g/ était presque universelle en latin vulgaire ; les seuls dialectes romans qui n'en connaissaient pas les effets sont certaines variétés du sarde. Le latin caelum, prononcé /kaelu(m)/ /k/), devint donc ciel /sjɛl/ en français, céu /ˈsɛu/ en portugais et cel /ˈsɛl/ en catalan : tous les trois commencent par /s/. Les anciennes semi-voyelles latines étaient V, prononcée /w/ comme dans vinum), et I, (prononcé /j/ comme dans iocunda ; elles ont fini par se transformer respectivement en /v/ et /dʒ/. De même, les consonnes /b/, /w/ et /v/, entre des voyelles, fusionnèrent souvent en un son intermédiaire /β/.
Dans l'alphabet latin, les lettres U et V d'une part, I et J d'autre part, représentaient le même son.
Les langues romanes occidentales ont reçu une voyelle prothétique au début des mots qui commençaient par un s et une autre consonne. Le mot latin spatha (épée) devint donc espada en espagnol et portugais, et espasa en catalan (par une probable étape intermédiaire espassa, le ' ss 'rendant le ' th[Quoi ?] ' latin). En revanche, les langues romanes orientales gardèrent les règles d'euphonie en ajoutant la prothèse à l'article précédent quand il le fallait. L'italien garde donc l'article la devant spada mais transforme l'article il en lo devant spaghetto.
Le genre du latin fut renouvelé dans les langues filles quand elles perdirent les consonnes finales. En latin classique, les terminaisons -us et -um servaient distinguer les substantifs masculins des neutres dans la seconde déclinaison ; une fois -s et -m écartés, les neutres fusionnèrent avec les masculins. Ce processus fut complet dans les langues romanes. Par contre, certains pluriels neutres comme gaudia (joies) furent réanalysés en tant que singuliers féminins. La perte du -m final semble avoir commencé très tôt. Ainsi peut-on lire, dans l'épitaphe de Lucius Cornelius Scipio Barbatus, mort autour de 150 av. J.-C. : TAVRASIA CISAVNA SAMNIO CEPIT, ce que l'on eût écrit de la façon suivante en latin classique : Taurāsiam, Cisaunam, Samnium cēpit. Cependant, le -m final s'écrivait toujours dans la langue littéraire mais fut souvent traité comme muet par la scansion poétique.

### Attestation des changements
On trouve des preuves de ces changements dans l'Appendix Probi, un recueil de gloses datant du IIIe siècle qui prescrivent les formes correctes du latin classique pour certaines formes vulgaires. Ces gloses décrivent :
- un processus de syncope, la perte des voyelles inaccentuées, (MASCVLVS NON MASCLVS) ;
- la réduction du /e/ et /i/, jadis syllabique à /j/ (VINEA NON VINIA) ;
- un nivellement de la distinction entre /o/ et /u/ (COLVBER NON COLOBER) et /e/ et /i/ (DIMIDIVS NON DEMEDIVS) ;
- régularisation des formes irrégulières (GLIS NON GLIRIS) ;
- régularisation et accentuation des formes sexuées (PAVPER MVLIER NON PAVPERA MVLIER) ;
- nivellement de la distinction entre /b/ et /v/ entre voyelles (BRAVIVM NON BRABIVM) ;
- la substitution de diminutifs pour des mots non marqués (AVRIS NON ORICLA, NEPTIS NON NEPTICLA) ;
- la perte des nasales qui se trouvent en fin de syllabe (MENSA NON MESA) ou l'insertion inappropriée des nasales en forme d'hypercorrection (FORMOSVS NON FORMVNSVS).

Bon nombre de formes que les auteurs de l’Appendix Probi critiquèrent se révélèrent prolifiques dans les langues romanes ; c'est oricla, non auris, la forme classique, qui est la source d'« oreille » en français, d'orella en catalan, d'oreja en espagnol, d'orecchio en italien, d'ureche en roumain, et d'orelha en portugais.

## Lexique
Certains mots issus du latin classique furent écartés du latin populaire. Equus, classique, se vit remplacé partout par caballus « mauvais cheval », mais equa « jument » se conserva : ive, iewe en ancien français, èga en occitan, egua en catalan, yegua en espagnol, égua en portugais, iapă en roumain, èbba en sarde.
De même, aequor « mer » céda partout à mare. On trouvera à droite une liste non exhaustive de mots qui se trouvaient exclusivement dans le lexique classique et ceux qui furent utilisés dans les langues romanes.
Certains de ces mots, délaissés dans les langues romanes, furent réempruntés au latin classique en tant que mots savants. Les changements lexicaux affectaient même les particules grammaticales de base du latin ; bon nombre ont disparu sans laisser de trace dans les langues romanes telles que an, at, autem, donec, enim, ergo, etiam, haud, igitur, ita, nam, postquam, quidem, quin, quod, quoque, sed, utrum et vel.
En revanche, puisque le latin populaire et le latin classique n'étaient, pendant des années, que des niveaux différents de la même langue, certaines langues romanes conservent des mots latins que la plupart d'entre elles ont perdus. Par exemple, ogni « chaque » en italien perpétue omnes. D'autres langues utilisent des successeurs de totus (totum à l'accusatif) pour exprimer le même sens : tutto en italien, tudo en portugais, todo espagnol, tot en catalan, occitan et en roumain et tout en français.
Souvent, des mots latins empruntés à une époque plus récente côtoient des formes héritées plus évoluées. Les développements phonétiques attendus (ou leur absence) indiquent qu'une des formes a été empruntée. En espagnol par exemple, fungus, accusatif fungum en latin vulgaire fongus « champignon », devint fungo en italien, fong en catalan, fongo en portugais et hongo en espagnol, le f → h aspiré étant normal dans cette langue (comparer filius → hijo « fils » ou facere → hacer « faire »). Cependant, hongo partage l'espace sémantique de fungo qui montre, par son manque de changement vocalique, qu'il a été de nouveau emprunté au registre soigné du latin.
Parfois, un mot latin classique est conservé avec son équivalent en latin populaire. En latin vulgaire, caput céda sa place à testa « tête » (lequel signifiait d'origine pot, une métaphore courante dans certaines langues occidentales : cup « tasse » en anglais, Kopf « tête » en allemand) . Toutefois, l'italien, le français, l'occitan et le catalan gardèrent caput sous les formes de capo, chef et cap (pour ces deux derniers) respectivement, et ces mots traduisent bien le sens métaphorique de « tête », y compris « chef ». Le mot latin est conservé avec son sens originel dans le  roumain cap qui, tout comme țeastă, veut dire tête au sens anatomique. De même, des langues de l'Italie méridionale conservent capo comme mot courant  pour tête. L'espagnol et le portugais ont cabeza et cabeça, issus de capitium (d'où le français chevet), un diminutif de caput, mais en portugais testa  désigne le « front ».
Dans l'ensemble, cela atteste une règle souvent observée : les langues périphériques tendent à être plus conservatrices que les langues centrales.
Les verbes qui avaient des prépositions préfixées supplantèrent fréquemment des formes simples. Le nombre de mots formés par des suffixes, comme -bilis, -arius, -itare et -icare, augmenta beaucoup. Ces changements eurent souvent lieu pour éviter les formes irrégulières ou pour régulariser le genre.
Pour bien comprendre les mutations lexicales du latin vulgaire tardif en France, il convient de regarder les gloses de Reichenau,
écrites dans les marges d'un exemplaire de la Vulgate, qui expliquent des mots dans cette traduction (faite au IVe siècle) qui ne se comprenaient plus guère au VIIIe siècle. Ces gloses sont probablement d'origine française car certains aspects du vocabulaire sont spécifiquement français.
Ces gloses mettent en évidence :
- un remplacement lexical :
  - FEMUR → coxa (portugais coxa, espagnol cuja, catalan cuixa, occitan cuèissa, français cuisse, italien coscia, vegliote copsa, roumain coapsă) ;
  - ARENA → sabulo (espagnol/sarde arena, portugais areia, italien rena « sable de galet », roumain arină, anc. français areine : français sable, romanche sablun, italien sabbia, portugais saibro « grès, grain de sable ») ;
  - CANERE → cantare (portugais/espagnol/occitan/catalan cantar, français chanter, italien cantare, roumain cânta).

- des changements grammaticaux :
  - OPTIMUS (superlatif) MELIORES (comparatif) → meliores (portugais melhores, espagnol mejores, catalan millors, français meilleurs, italien migliori) ;
  - SANIORE → plus sano (français plus sain, italien più sano, roumain mai sănătos, occitan pus san ou mai san, catalan més sa, espagnol más sano, portugais mais são.

- des emprunts aux langues germaniques :
  - TURBAS → fulcos (espagnol turbia, catalan turba : anc. français foulc, fouc, anc. occitan folc) ;
  - CEMENTARIIS → mationibus (français maçons, anc. occitan matz) ;
  - NON PERPERCIT → non sparniavit (français épargner) ;
  - GALEA → helme (français heaume, italien elmo, catalan elm, espagnol yelmo).

- une évolution sémantique : 
  - IN ORE → in bucca (portugais/espagnol/catalan/occitan boca, français bouche, romanche bucca, italien bocca, roumain bucă « joue ; fesse ») ;
  - ROSTRUM → beccus (roumain rost « bouche », portugais rosto : français bec, italien becco, occitan bèc, catalan bec, portugais bico et espagnol pico « bec » : Nota b → p) ;
  - ISSET → ambulasset (ladin dolomitique jì, romanche, espagnol, portugais ir « aller » : italien ambiare « marcher », occitan amblar « ambler », roumain umbla « aller ») ;
  - LIBEROS → infantes (français enfant, romanche unfant, ladin unfan, italien fante « fantassin », vx. espagnol ifante « prince ») ;
  - MILITES → servientes (français sergents).

| Latin classique              | Grec ancien | Latin populaire | Espagnol        | Italien | Catalan/Occitan                         | Français         |
| ---------------------------- | ----------- | --------------- | --------------- | ------- | --------------------------------------- | ---------------- |
| amita « tante paternelle »   | theĩa       | thia « tante »  | tía             | zia     | tia/tanta                               | anc. fr. †taie   |
| avunculus « oncle maternel » | theĩos      | thius « oncle » | tío             | zio     | (oncle)                                 | (oncle)          |
| fūnis                        | chordē      | chorda          | cuerda          | corda   | corda/còrda                             | corde            |
| gladius                      | spáthē      | spatha          | espada          | spada   | espasa/espada                           | épée             |
| ictus                        | kólaphos    | colaphus        | golpe           | cólpo   | co(l)p/cò(u)p                           | coup             |
| iecur                        | sykōtón     | ficatum         | hígado          | fégato  | fetge                                   | foie             |
| lapis                        | pétra       | petra           | piedra          | pietra  | pedra/pèira                             | pierre           |
| locusta « homard »           | kámmaros    | cammarus        | cámaro, cámbaro | gambero | (li(n)gombau, lambran, lormand/normand) | anc. fr. †jamble |
| pūmilus                      | nãnos       | nānus           | enano           | nano    | nan                                     | nain             |
| vultus « visage »            | kára        | cara            | cara            | (vólto) | cara                                    | †chère           |

1. ↑  Le sens de l'ancien français taie (variantes taye, teie), taiain au cas régime, a glissé à « grand-tante, grand-mère » ; le masculin taion en est un dérivé.
2. ↑  Calque structural : ficatum est dérivé de fīcus « figue » de la même manière que le terme culinaire grec (hepar) sykōtón « foie d'oie engraissé avec des figues » a été dérivé de sỹkon « figue ».
3. ↑  Archaïsme littéraire conservé dans des idiotismes tels que faire bonne chère ou le proverbe Il n'est chère que de vilain.

## Grammaire

### Simplification du système casuel
Les changements sonores qui avaient lieu en latin populaire affaiblirent le système casuel du latin classique et finirent par se débarrasser des déclinaisons. Les cas étant devenus inutiles après ces changements phonétiques, de langue synthétique le latin populaire se transforma en  langue analytique, où la syntaxe joue un rôle essentiel.
La perte de la longueur phonémique vocalique et le changement sonore de AE /ae/ en E /ɛ/, dans le modèle de substantif en  -a (voir table ci-contre), ont été décisifs. Au singulier, on passe de quatre formes (rosa/rosam/rosae/rosā) à deux (rosa/rose).
L'élimination complète du cas se fit graduellement. L'ancien français conservait une distinction entre le nominatif et l'oblique (appelé « cas-sujet/cas-régime »), qui disparut au cours des XIIe et XIIIe siècles selon les régiolectes. L’ancien occitan maintint une distinction similaire, comme bien des langues rhétoromanes jusqu’il y a quelques siècles. Le roumain conserve un cas génitif-datif et les vestiges d’un vocatif.
Dans les langues romanes, la distinction entre singulier et pluriel était marquée de deux façons différentes. Au nord et à l’ouest de la ligne La Spezia-Rimini, qui divise horizontalement l'Italie septentrionale, le singulier se différenciait du pluriel en ayant recours au s final qui, dans toutes les déclinaisons latines, marque l'accusatif pluriel des substantifs masculins et féminins. Au sud et à l'est de la ligne précitée, la distinction se marquait par un changement de la voyelle finale, comme en italien standard et en roumain, qui perpétue et généralise la distinction, au nominatif pluriel, des thèmes en a et en o.

### Articles définis
Il est difficile de déterminer comment se forma l’article défini, absent en latin mais présent en grec ancien et, sous une forme ou une autre, dans toutes les langues romanes. Une raison en est que le parler très familier où il apparut s’écrivait peu avant que les langues filles se différencient ; la plupart des textes écrits en langues romanes précoces ayant survécu montrent un plein emploi de l'article.
Les articles définis étaient à l'origine des pronoms démonstratifs ou des adjectifs. On peut comparer l'évolution de l’adjectif démonstratif latin « ille », illa », « illud » dans les langues romanes : ses différentes formes devinrent « le » et « la » en français ; « il » et « la » en italien ; « el » et « la » en catalan et en espagnol avec, dans ces deux langues, une étape antérieure « lo » pour « el ». Les articles portugais « o » et « a » proviennent de la même source après amuïssement, voire disparition du  l  initial. Le sarde suivit une autre voie, en extrayant son article de « ipsu(m), « ipsa » pour donner su, sa ; certains articles de dialectes catalans et occitans proviennent de la même source. La plupart des langues romanes placent l'article avant le substantif, à l'exception du roumain où l'on dit « lupul » (le loup) et « omul » (l'homme), comme en latin « lupum illum » et « homo illum ».
Le pronom démonstratif est souvent employé, dans certains textes primitifs, d’une façon qui tend à suggérer que le démonstratif latin perdait de sa force. La Bible dite Vetus latina contient un passage énonçant : « Est tamen ille daemon sodalis peccati » (Le diable est un compagnon du péché), dans un contexte qui suggère que « ille » avait seulement le sens d’un simple article. Le fait qu’il fallût traduire des textes sacrés d’abord écrits en grec ancien, qui emploie l'article défini, encouragea peut-être le latin chrétien à choisir un mot pour le remplacer. Voyage d'Égérie emploie « ipse » de manière semblable : « per mediam vallem ipsam » (« par le milieu de la vallée), qui tend à montrer que le mot « ipse » s'affaiblissait déjà.

### Articles indéfinis
« Unus, una » (un, une) fournit partout l'article indéfini. On en voit les prémices en latin classique, quand Cicéron écrit : « cum uno gladiatore nequissimo » (avec un gladiateur assez immoral). Cela suggère que dès le Ier siècle av. J.-C., le mot « unus » avait commencé à supplanter « quidam » pour signifier « un certain » ou « certains ».

### Démonstratifs
On trouve un autre témoignage de cet affaiblissement dans certains textes juridiques contenant un grand nombre de mots comme « praedictus », « supradictus », etc., qui peuvent tous être traduits par « susdit »  et semblent ne signifier que « celui-ci » ou « celui-là ». Grégoire de Tours écrit, par exemple : « Erat autem… beatissimus Anianus in supradicta ciuitate episcopus » (Le bienheureux Aniane était évêque dans cette ville). Les adjectifs démonstratifs latins étaient perçus comme n’étant plus assez précis. Dans un langage moins soutenu, des formes reconstituées tendent à suggérer que les démonstratifs latins avaient été renforcés en se combinant avec « ecce » (d’origine une interjection : (« voilà ! ») ou « *eccu », du latin classique « eccum » « regarde ça ! »). C’est l’origine de « cil » (* « ecce ille »), « cist » (* « ecce iste ») et « ici » (* « ecce hic ») en ancien français ; « aqueste » et « aquel » en occitan ; « aquel » en espagnol et « aquele » en portugais ; (* « eccu ille »), « questo » (* « eccu istum »), « quello » (* « eccu illum ») et « codesto », désormais inusité, (* « eccu tibi istum ») en italien ; « acá/cá » (* « eccu hac »), « acolá » (* « eccu illac ») et « acquém » (*eccu inde ») en portugais...
Par contre, dans les Serments de Strasbourg, aucun démonstratif n’apparaît, même là où les langues romanes les auraient employés (« Pro Deo amur » = « pour l’amour de Dieu »). Utiliser les démonstratifs comme des articles aurait peut-être pu sembler trop argotique pour un serment royal du IXe siècle. Comme on l’a vu plus haut, il y a une assez grande marge de variation dans tous les vernaculaires romans quant à la façon dont on les emploie réellement : en roumain, les articles se suffixent au substantif, tout comme d’autres membres de l’union linguistique balkanique et les langues scandinaves.

### Les genres: disparition du neutre
Les trois genres grammaticaux du latin classique furent remplacés par un système de deux genres dans les langues romanes, sauf exceptions ci-dessous. En latin, le genre est une question en partie d’accord, certains substantifs prenant la forme d’adjectifs et de prénoms, et en partie d’inflexion, avec différents paradigmes associés au masculin/féminin d’une part, au neutre d’autre part.
Le neutre du latin classique était normalement absorbé de façon syntactique et morphologique par le masculin. La confusion syntactique commençait même dans les graffitis pompéiens ;: on lit « cadaver mortuus » au lieu de « cadaver mortuum » (cadavre mort) et « hoc locum » au lieu de « hunc locum » (ce lieu). La confusion morphologique s'observe principalement dans l’adoption de la terminaison « -us » (« -Ø » après « -r ») dans la déclinaison dite « o » : chez Pétrone, on trouve « balneus » pour « balneum » (bain), « fatus » pour « fatum » (le sort), « caelus » pour « caelum » (ciel), « amphiteater »pour « amphitheatrum » (amphithéâtre) et, inversement, « thesaurum » pour « thesaurus » (trésor).
Dans les langues romanes modernes, la terminaison nominative « -s » a été abandonnée, et tous les substantifs de la déclinaison « -o » se terminent en -UM > « -u »/ « -o »/ «-Ø » : MURUM > « muro » en italien, en portugais et espagnol, « mur » en catalan et français et « CAELUM > « cielo » en italien et espagnol, « ciel » en français, « cel » en catalan, "céu" en portugais et « cèl » en occitan . L’ancien français gardait le « -s » au nominatif et « -Ø » à l’accusatif dans les deux genres originaux (« murs », « ciels »).
Quant à certains substantifs neutres du troisième groupe, le radical oblique était la forme usuelle dans les langues romanes ; dans d’autres cas, c’est la forme nominative/accusative, identique en latin classique, qui a survécu. Il y a de bonnes raisons de penser que le genre neutre était remis en question dès l’Empire romain. Par exemple, « (le) lait » (français), « (lo) lait / lach » en occitan, « (o) leite » (portugais), « (il) latte » (italien) et « lapte(le) » (roman), mais « (la) llet » (catalan), « (la) leche » (espagnol), tous dérivant des formes non standards mais attestées nom./acc. neutre «lacte » ou acc. masc. « lactem », la forme nominative et accusative standard étant « lac ». Comme on l'a vu, l’espagnol et le catalan lui donnèrent le genre féminin alors que le français, l'occitan, le portugais, l’italien et le roumain le rendirent masculin. Cependant, d’autres formes neutres furent conservées dans les langues romanes : « nom » en catalan, occitan et français, « nome » en portugais et italien conservent tous « nomen » (nominatif/accusatif latin) plutôt que la forme radicale oblique * « nominem » - l'origine de « nombre » en espagnol.
La plupart des substantifs neutres avaient des formes plurielles se terminant en -A ou -IA ; certains furent réanalysés comme des singuliers féminins tel « gaudium », pluriel « gaudia » (les joie(s)) ; la forme plurielle est la racine de « joie » (au singulier) en français. Il en va de même pour « la joia » en catalan et « la jòia » occitan (bien qu'il existe également « lo gaug » qui vient du singulier) (« la gioia » en italien est un emprunt au français) ; c’est la même chose pour « lignum », pluriel « ligna » (du bois (qu’on ramasse) qui est à l’origine de « la llenya » en catalan, « a lenha » en portugais et « la leña » en espagnol = bois ramassé ou coupé pour faire du feu (cuisson/chauffage). Certaines langues romanes ont conservé la forme plurielle propre aux anciens neutres, qu’elles traitent comme un féminin : BRACCHIUM : BRACCHIA « (le/les) bras » > « (il) braccio » : « (le) braccia » en italien, « braț(ul) » : « brațe(le)» en roumain. À comparer au latin mérovingien « ipsa animalia aliquas mortas fuerant ».
Des formes comme « l’uovo fresco » (l’œuf frais) / « le uova fresche » (les œufs frais) en italien font souvent l’objet de justifications selon lesquelles ils auraient un pluriel irrégulier en « -a » (heteroclisis). Or, il est tout aussi correct de dire qu’ « uovo » est tout simplement un substantif neutre régulier (ovum, pluriel ova) et que les terminaisons caractéristiques pour des mots s'accordant avec ces substantifs sont « o » au singulier et « e » au pluriel. Ainsi, on peut dire que des substantifs neutres perdurent en italien et en roumain.
Ces formations étaient courantes surtout pour éviter des formes irrégulières. En latin, les noms d’arbres étaient souvent féminins mais se déclinaient souvent selon le paradigme du 2e groupe, dominé par les substantifs masculins et neutres. « Pirus » (poirier), un substantif féminin dont la terminaison a l’air masculine, devint masculin en italien (« (il) pero ») et en roumain (« păr(ul) »). En français et en espagnol, il fut remplacé par les dérivations masculines « (le) poirier » et « (el) peral » et en portugais et en catalan, les dérivations sont féminines « (a) pereira », « (la) perera »). « Fagus » (hêtre), un autre substantif féminin, se conserve dans certaines langues en tant qu’un masculin, comme le roumain « fag(ul) », l'occitan « fau/fai/fag » et le catalan « (el) faig » ; d’autres dialectes l’ont remplacé avec les formes adjectivales « fageus » ou « fagea » (fait de bois de hêtre), d’où l’italien « (il) faggio », l’espagnol « (el) haya » et le portugais « (a) faia ».
Comme d’habitude, les irrégularités persistent le plus longtemps dans les termes les plus fréquemment employés. De la 4e déclinaison, « manus » (la main) est un autre substantif féminin à désinence masculine. « Manus » a donné « (la) mano » en italien et en espagnol, « (la) mà » en catalan, « (a) mão » en portugais - ce dernier conserve le genre féminin malgré un aspect  masculin.
À part les substantifs « hétéroclitiques » en italien et en roumain, les autres langues romanes majeures ne conservent aucune trace de substantifs neutres mais elles comportent des pronoms neutres : en français « celui-ci, celle-ci, ceci, ça, ce, cela » ; en espagnol « éste, ésta, ésto (« celui-ci, celle-ci, ceci ») ; en italien « gli, le, ci » (« à lui, à elle, à ça ou lui »)) ; en catalan « açò/això », « allò » (« ceci », « cela ») ; en occitan « o », « ba », « aquò », « aiçò » ; portugais « todo, toda, tudo » (« tout », « toute », « toute chose »).
Certaines variétés de l’asturien conservent des terminaisons distinctes pour les trois genres comme pour « bon » (bonu, bona, bono).
À sa façon, l'espagnol a un neutre en « lo », article neutre employé d'habitude avec des substantifs, qui exprime des catégories abstraites : « lo bueno », (le bon) ; « lo importante » (l’important) ; « ¿ Sabes lo tarde que es ? », littéralement « Savez-vous le tard qu’il est ? », soit « Savez-vous à quel point il est tard ? ». Quant aux pronoms, à part les « él, ella », l’espagnol a aussi un neutre singulier « ello », équivalent selon les cas à « y, en, le » en position de complément de rappel ou de substitution : par exemple, « Me acuerdo de ello », que l'on traduira par « je m'en souviens », ou encore « ¡ a ello voy ! », équivalent de l'expression française « j'y viens/j'y arrive », employée à l'approche d'une explication.

### Multiplication des prépositions
La perte du système casuel productif fut significative. En effet, ce système fut la base de la syntaxe du latin classique et sa disparition nécessita la mise en place d’une nouvelle base. Celle-ci se constitua autour de prépositions et autres paraphrases. Ces particules augmentèrent en nombre et se formèrent souvent en combinant d’autres particules existantes. Les langues romanes présentent de nombreuses particules grammaticales comme « donde » en espagnol (où), venant du latin « dē » + « unde », « dès » en français, venant de « dē » + « ex » et l’équivalent espagnol/portugais (desde) et catalan (des de) [ dans les trois langues, cette proposition avec valeur de « à partir de...» = point géographique ou chronologique de départ ou de commencement d'une action ] vient de « dē » + « ex » + « de », alors que les faux-amis « después » en espagnol, et « depois » en portugais (après), viennent de « dē » + « ex » + « post ». Le français « dans » vient de « dē intus » (de l’intérieur). Certaines de ces nouvelles combinaisons apparaissent dans des textes littéraires dès l’Empire tardif : le français « dehors », l'espagnol « de fuera » et le portugais « de fora »  représentent « dē » + « foris » (dehors) ; le roumain « afara » vient de « ad » + « foris ». Ainsi, on trouve chez Jérôme de Stridon « si quis dē foris venerit » (si quelqu’un sort, si quelqu’un va dehors).
Pendant que le latin perdait son système de cas, des prépositions commençaient à combler ce manque. En latin familier, la préposition « ad », suivie de l’accusatif, s’employait parfois comme un substitut du datif :
- Latin classique
  - Iacōbus patrī librum dat. (Jacques donne un/le livre à son père.)

- Latin vulgaire
  - ´Jacọmọs ´lẹvrọ a ´ppatre ´dọnat. (Jacques donne un/le livre à son père.)

L'assimilation de « ad » dans « ´ppatre » n’est guère surprenante, le « D » et le « P » étant toutes les deux des occlusives.
Tout comme pour le datif qui disparaissait alors, le latin familier remplaçait parfois le génitif par la préposition « de », suivie de l’ablatif : 
- Latin classique
  - Iacōbus mihi librum patris dat. (Jacques me donne un/le livre de (son) père.)

- Latin vulgaire
  - ´Jacọmọs mẹ ´lẹvrọ dẹ ´patre ´dọnat. (Jacques me donne un/livre de (qui appartient à) (son) père.)

ou
- Latin vulgaire
  - ´Jacọmọs ´lẹvrọ dẹ ´patre a ´mmẹ ´dọnat. (Jacques donne le livre de (qui appartient à) (son) père à moi.)

### Adverbes
Le latin classique a plusieurs suffixes différents, pour transformer des adjectifs en adverbes : « carus » (cher), « care » (chèrement), « acer » (vif, dur, aigu, âcre), « acriter » (durement), « creber » (souvent, adj.), « crebo » (souvent, adv.). Tous ces suffixes dérivationnels furent perdus en latin vulgaire, et les adverbes se formaient systématiquement par suffixation d’un ablatif féminin, « -mente », l’ablatif de « mentis », signifiant « d’un esprit ». Donc, l’adverbe formé à partir de « velox » (vite) devint « veloce mente » et non plus « velociter ». (« Veloce mente » ne voulait dire d’abord que « d’un esprit rapide » avant d'être réinterprété en « rapidement »). Cela explique le fait que dans les langues romanes, les adverbes réguliers ajoutent presque toujours le suffixe « -ment(e) » à la fin de la forme féminine de l’adjectif, et « mentis » ne devint qu'un suffixe. Ce changement se poursuivit même durant le Ier siècle av. J.-C., et cette construction paraît à plusieurs reprises chez Catulle, l'occurrence la plus connue se trouvant dans Poésies, VIII : 
« Nunc iam illa non vult; tu, quoque, impotens, noli
Nec quae fugit sectare, nec miser vive,

Sed obstinata mente perfer, obdura. »
Traduction :
« Mais maintenant elle ne (te) veut pas ; toi-même, faible cœur, 
Cesse de (la) vouloir ni la pourchasse, ni vis malheureux ;
Mais perdure obstinément (d'un esprit obstiné), durcis-toi. »

### Verbes
Les formes des verbes furent bien moins affectées que les noms par l'érosion due aux pertes phonétiques. En fait, un verbe actif espagnol ressemble fortement à son ancêtre latin, notamment parce que l’accent tonique fort du latin vulgaire (celui du latin classique était faible) causa fréquemment l'accentuation de différentes syllabes dans les diverses formes conjuguées d’un verbe. Donc, bien que les formes des mots continuassent à évoluer phonétiquement, les distinctions parmi les formes conjuguées d’un seul verbe ne s’usaient pas trop.
Par exemple, pour dire en latin « j'aime » et « nous aimons », on disait respectivement āmo et amāmus. Un a accentué en latin se diphtonguait dans certains cas lorsque le latin vulgaire se transformait en ancien français, celui-ci avait (j')aime pour le premier et (nous) amons pour le dernier. Bien que plusieurs phonèmes fussent perdus dans chaque cas, les différents schémas d’accent aidaient à préserver les distinctions alors que le verbe devenait ainsi irrégulier. Des influences qui tendaient à régulariser les verbes se sont parfois opposées à cet effet-là dans certains cas, ce qui explique la forme moderne « aimons ». Cependant, certains verbes modernes ont conservé l’irrégularité : je viens et nous venons.
Une autre série de changements se poursuivait dès le Ier siècle, la perte des consonnes finales. On peut lire dans un graffiti à Pompéi « quisque ama valia » (en latin classique : « quisquis amat valeat », vivent les amoureux). Au parfait, les langues romanes généralisèrent souvent la terminaison -aui, surtout dans le premier groupe, ce qui mena à un développement intéressant ; d’un point de vue phonétique, la terminaison étant traitée comme la diphtongue /au/ plutôt que de contenir une semivoyelle /awi/, et le /w/ fut souvent supprimé et ne participant donc pas au changement de /w/ à /v/. Donc, les mots latins amaui et amauit sont devenus, dans plusieurs langues romanes naissantes, *amai et *amaut : amé, amó (espagnol) et amei, amou (portugais). Cela fait croire que dans la langue parlée, ces changements de conjugaison précédèrent la perte de /w/.
Contrairement à la continuité de plus de 1000 ans de la voix active, la voix passive fut entièrement perdue dans les langues romanes, et elle fut remplacée par des verbes auxiliaires, des formes d’« être » avec un participe passif ou par des verbes pronominaux impersonnels.
Un autre grand changement systémique était le développement d’un nouveau temps futur, fondé sur des verbes auxiliaires. Il se peut que le remplacement du temps futur latin fût occasionné par la fusion phonétique des /b/ et /v/ intervocaliques. En effet, une telle fusion eût fait en sorte que des formes du futur comme amabit devinrent identiques à certaines formes du parfait comme amauit. Le développement de la nouvelle forme analogique pourrait avoir répondu à un besoin de lever les ambiguïtés qui furent ainsi générées. Au départ, un nouveau futur se formait à la base du verbe auxiliaire habere, *amare habeo, littéralement « J’ai à aimer », l'aspect d'obligation s'étant atténué avec le temps et disparaissant graduellement la plupart du temps. Cette construction fut contractée en un nouveau suffixe futur dans les langues romanes :
- Catalan/espagnol : amaré (amar + [h]e) < amar [aimer] + he [j’ai].
- Français : j’aimerai (je + aimer + ai)
- Italien : amerò (amar + [h]o) < amare [aimer] + ho [j’ai].
- Occitan : aimarai (aimar + ai < aimar [aimer] + ai [J’ai]
- Portugais : amarei (amar + [h]ei) < amar [aimer] + hei [J’ai]

On peut constater que le suffixe futur des langues romanes, surtout le portugais, était à l’origine un mot indépendant. Cette langue ajoute même parfois des pronoms directs et indirects en tant que des infixes dans le temps futur : j’aimerai (eu) amarei mais je t’aimerai, amar-te-ei de amar + te [te] + (eu) hei = amar + te + [h]ei = amar-te-ei. (Il en allait de même en vieil espagnol.). La première attestation historique de ce futur synthétique se trouve dans la Chronique de Frédégaire, un texte en latin du VIIe siècle.